# Ensayo de permeabilidad
El ensayo de permeabilidad es uno de los ensayos "in situ" llevados a cabo para realizar un reconocimiento geotécnico.Existen diferentes formas de ensayo que pueden agruparse en tres: ensayos de permeabilidad en calicatas, en sondeos y en pozos.
En cualquier caso, se obtiene la permeabilidad media de la zona afectada por el ensayo, que varía entre unos decímetros a centenares de metro. Siempre existe la incertidumbre sobre la razón de anisotropía en permeabilidad del terreno y, en terrenos formados por varios materiales, sobre las relaciones entre las permeabilidades de cada uno. Con determinadas disposiciones de ensayo, es posible obtener datos que permitan la estimación de estas razones, pero en general es un factor desconocido en la interpretación del ensayo.

## Ensayos encalicatas
En calicatas, es posible la realización de ensayos de permeabilidad mediante llenado de agua hasta una cota superior al nivel freático circundante, y luego midiendo el descenso del nivel de agua en la cata con el tiempo, o bien achicando el agua del interior y dejando posteriormente recuperar el nivel.
En cualquier caso, el ensayo permite, mediante la aplicación de la formulación correspondiente, estimar el coeficiente de permeabilidad midiendo el tiempo de recuperación.

## Ensayos ensondeos
Las mismas variantes de ensayo son posibles en sondeo (ensayos Lefranc). Para el ensayo, se levanta algo la entubación, dejando una porción de sondeo en el fondo sin entubación lateral. A continuación se realiza el ensayo, en cualquiera de sus modalidades (carga fija o variable, alimentación o achique de agua).
En el caso de ensayos de carga constante, se mantiene el nivel de agua en el sondeo mediante la adición de un determinado caudal. El caudal que se filtra, depende de la permeabilidad, de la forma:
{\displaystyle Q=k\cdot H\cdot n}
siendo H la diferencia de niveles de agua entre el interior del sondeo y el nivel freático, y k el coeficiente de permeabilidad del suelo. El factor de proporcionalidad, n, depende de las condiciones de control de cada caso (diámetro del sondeo, longitud de la zona sin entubación, proximidad de estratos impermeables, etc.), 
{\displaystyle n={\frac {2\cdot \pi \cdot L}{ln\left({\frac {2\cdot L}{D}}\right)}}}
      para     {\displaystyle {\frac {L}{D}}>4}
{\displaystyle n={\frac {2\cdot \pi \cdot L}{ln\left({\frac {L}{D}}\right)+{\sqrt {\left({\frac {L}{D}}\right)^{2}+1}}}}}
      para     {\displaystyle {\frac {L}{D}}<4}
En el caso de ensayos de carga variable, se mide lo que desciende el nivel de agua en un tiempo determinado. La expresión correspondiente es:
{\displaystyle \ln({\frac {H_{1}}{H_{2}}})={\frac {4\cdot (t_{2}-t_{1})}{\pi \ \cdot D_{0}^{2}}}\cdot k\cdot n}
siendo {\displaystyle H_{1}} y {\displaystyle H_{2}} los valores de H en los tiempos {\displaystyle t_{1}} y {\displaystyle t_{2}} respectivamente, {\displaystyle D_{0}} el diámetro de la entubación en la zona de oscilación del nivel de agua. Los valores de n varían según las características de la entubación y del terreno en que se realiza.
Los resultados de los ensayos son muy sensibles a algunos factores de la ejecución como la limpieza del fondo del sondeo, la posibilidad de filtraciones por el contacto de la tubería y el terreno, etc.
Otros ensayos en sondeo son los denominados ensayos Lugeon, consistentes en inyectar agua a presiones crecientes, en un tramo limitado por dos obturadores. Se define la unidad Lugeon como la permeabilidad que permite la admisión de 1 litro de agua por minuto y por metro lineal de sondeo, a una presión de 1 MPa (10 kp/cm²). Este ensayo se emplea en macizos rocosos, para definir la inyectabilidad de cimientos de presas de fábrica.

## Ensayos enpozos
Cuando la permeabilidad del terreno es un factor crítico, como ocurre en grandes excavaciones bajo el nivel freático, el método más fiable es la ejecución de ensayos de bombeo en pozo, en régimen transitorio o permanente.
Se trata de ensayos costosos, pues implican la excavación del pozo de bombeo, y de los sondeos para alojamiento de los piezómetros que permitan medir la evolución de la superficie libre del agua a distintas distancias del pozo.
La interpretación de los resultados del ensayo depende de las condiciones de contorno en cada caso particular. Tanto el diseño del ensayo como la supervisión de su ejecución y su interpretación, requieren la intervención de técnicos especialistas en el tema.